# Arteria cervicovaginal
Reciben el nombre de arteria cervicovaginal varias ramas de grueso calibre de la arteria uterina, que se desprenden al lado del útero a nivel del cuello uterino, para distribuirse en la vagina. Es una comunicación anastomótica entre la arteria uterina y la arteria vaginal, y discurre a lo largo de la cara lateral del cuello y la vagina.
La Terminología Anatómica recoge las ramas vaginales de la arteria uterina (rami vaginales arteriae uterinae), con el código A12.2.15.031.

## Distribución
Distribuyen la sangre hacia la vagina.